# Ø (Danemark)
Pour les articles homonymes, voir O barré.
Ø (prononcé « [øː] » ou « [øːˀ] ») ou Ø Bakker (danois, « plateau de Ø ») est un lieu-dit dans la péninsule du Jutland au Danemark, délimité par un morceau de terrain surélevé dans la vallée de Nørreå. Ø est situé à une vingtaine de kilomètres à l'ouest de la ville de Viborg, à proximité du village de Øby. Ce toponyme est célèbre parmi les lexicographes pour la brièveté extrême de son nom ; la seule lettre Ø (dénommée en français « O barré oblique »).

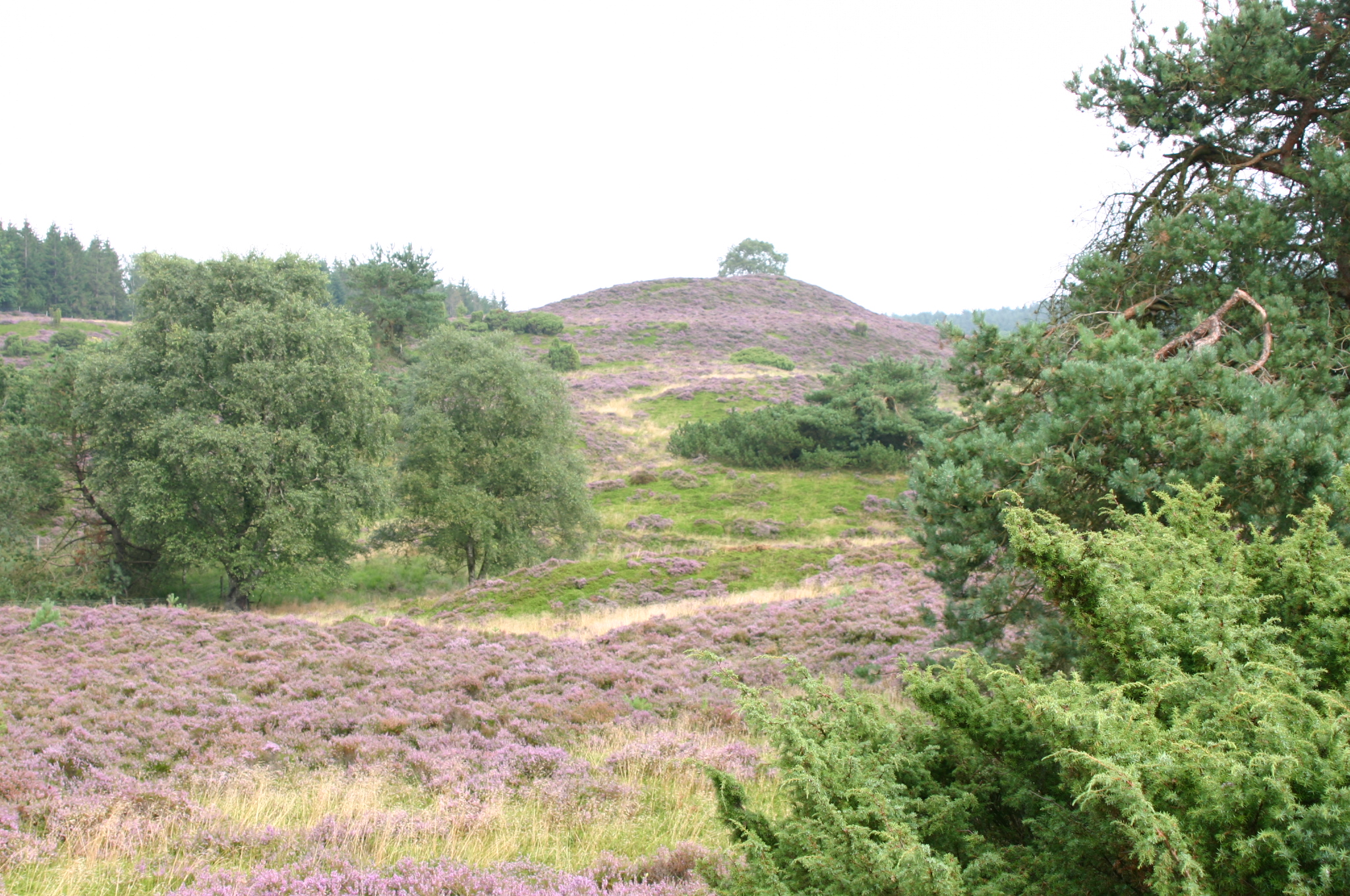
Vue de Ø

Ce nom signifie « île » en danois (ø), et provient vraisemblablement de son apparence insolite, comparable à celle d'une île, bien que Ø soit bordé non par les bras d'une rivière, mais par des prés humides. Haut d'une cinquantaine de mètres par rapport au terrain alentour, ce monticule ou plateau aux parois raides n'a pas été érodé pour des raisons inconnues, lors de la formation de la vallée, par les eaux de fonte des glaciers (lors du dernier âge glaciaire). 
Un chemin de 3 kilomètres longe aujourd'hui la bordure « côtière » de Ø, offrant aux promeneurs un panorama sur la vallée. 
Afin de préserver les caractéristiques particulières de ce paysage contre des mises en culture supplémentaires, une partie de Ø (285 ha) est protégée depuis 1973.